# アブラーズ
アブラーズ（a-bra:z）とは、元チェッカーズの楽器演奏陣からなる音楽バンドである。

## メンバー
- サニー徳永（1964年6月7日 - 2004年8月17日）：ドラム（リーダー、故人）
- アンバサダー武内（1962年7月21日 - ）：ギター（営業担当）
- アルマジロ大土井（1962年11月2日 - ）：ベース（会計担当）
- リットル藤井（1964年12月27日 - ）：サックス（宴会担当）

### ゲストメンバー
- ミッシェル藤井（1962年7月11日 - ）：ボーカル - 2018年出演[1][2]

## 解説

### 結成
1983年9月21日にチェッカーズの一員としてデビューする。その後、チェッカーズのシングル「星屑のステージ」（1984年8月23日発売）が発売され、テレビ番組出演時に郁弥などのボーカル陣の衣装はラメ等が入ったものだったのに対し、徳永・尚之など楽器演奏陣の衣装にはラメ等は一切入っておらず、楽器陣より「ゴキブリみたい」との感想があった。これを期に、ボーカル陣との衣装の格差に疑問を感じた楽器演奏陣が、「光り輝くボーカル陣に対して俺達はアブラムシのようなもの」、「ゴキブリ→アブラでギトギトしている」との理由から、遊びで『サニー徳永とジ・アブラーズ』と名乗った。これに対し、ボーカル陣はラメの反射によりキラキラしていることから『鶴熊猿とザ・ダイアモンズ』と名乗った。また、この名前を名乗っていたのは同楽曲発売当時だけで、それ以降は名乗ることは無く、アブラーズとしての活動は一切行われなかった。しかし、チェッカーズ中期（SevenHeavenツアー） - 後期では、コンサート内のコーナーのひとつとして、アブラーズ名義でインスト曲「BARINBASS」を演奏していた。
ライブを行なう際は、メンバー全員サングラスを掛けて登場する。

### 再結成
チェッカーズ解散後、約9年ぶりに楽器陣が4人揃って飲みに行ったことが発端となり、チェッカーズのデビュー20周年となる2003年9月21日に楽器陣だけでライブを行う計画を練り、その際に「アブラーズ」名義で行うことで意見が一致した。また、活動を開始してから徳永の持病（舌癌）が発覚した。2004年8月17日に徳永が逝去したが、その後もアブラーズの活動は続いている。サニー徳永在籍時の曲に「太陽を追いかけろ」、「オゥ イェイ」などがある。
2018年10月24日、大阪・なんばHatchで行われたライブ「Roots Of Groove」で藤井フミヤがミッシェル藤井として出演。「涙のリクエスト」を披露した。
2023年、結成40周年を迎えるにあたりデビュー日である9月21日にアニバーサリーライブ「Roots Of Groove 40th」をLINE CUBE SHIBUYAで行った。

## ディスコグラフィー

### アルバム
- B.B.Q. Oil（2005年）
- CLOVER（2006年）
- SWINGIN' & SHAKIN'（2008年）
- Spin Off 1st issue（2009年）
- Have a Good Time（2011年）
- アブラのアドリブなんでアブリブなんちゃって（2022年） ※アドリブ曲集 CD13枚+おまけDVD1枚

### シングル
- アブラ音頭（2005年）

### DVD
- アブラーズ・デビューライブ「アブラーズの心」（2003年9月21日）
- アブラーズ・ツアー2005 「B.B.Q. Party」」[いつ?]
- a-bra:z 2006 TOUR「CLOVER TOUR」（おまけ映像：アブラサミット Vol.1）」[いつ?]
- 「4 of us」」[いつ?]
- 「アブラTV」」[いつ?]
- Swingin'&Shakin' TOUR DVD「ON THE MOVE」」[いつ?]
- Roots Of Groove 2018 In OSAKA（2020年9月1日）

### その他
鈴木雅之トリビュートアルバム『SUZUKI MANIA』（2004年2月25日発売）に、「め組のひと」で参加。

## ライブ
- 2003年9月21日 「アブラーズの心」
  - チェッカーズのデビュー20周年の日に、スタジオコーストにおいて、アブラーズがライブを行った。公演の告知はアンバサダー武内（武内享）のホームページのみにて告知された。なお、チケットは完売。ライブ当日は、テレビ電話にて藤井フミヤ（同じ日に、福岡サンパレスでコンサート中）がゲスト出演し、チェッカーズ時代のサポートメンバーであった八木橋カンペー（キーボード）とアンディ檜山（パーカッション）も参加した。
- 2004年2月28日 - 3月14日 「自給自足」
  - アブラーズ、初の全国ツアー。ツアー最終日の東京公演のアンコールにて、藤井フミヤが「ミッシェル藤井」としてゲスト出演。「NANA」、「BLUES OF IF」を歌唱した。演奏陣4人をバックにフミヤが歌ったのは、この時が解散後初。
- 2004年7月23日 「あぶらまつり」
  - アブラーズ初のオールナイトイベントで、4人が普段それぞれが活動しているグループ等も出演した。事実上、サニー徳永の最後のステージ。
- 2005年4月9日 - 5月1日 「B.B.Q. party」
  - アブラーズのCD発売に合わせて行われた、2回目の全国ツアー。
- 2005年7月29日 「あぶらまつり」
  - 2回目のオールナイトイベント。
- 2005年10月1日 - 11月19日 「OIL SHOCK」
  - 3回目の全国ツアー
- 2006年7月30日 「あぶらまつり」
  - チケットに「あらぶまつり」という誤植が発覚するも、メンバー[誰?]および関係者[誰?]が面白がって会場である新木場STUDIO COASTの看板にも「あらぶまつり」と掲げられていた。
- 2006年「CLOVERツアー」
  - 全国11箇所で行われた。
- 2006年11月16日 「アブラサミット Vol.1」（福岡[どこ?]）
- 2007年7月29日 「あぶらまつり」
  - 新木場STUDIO COASTで行われた。
- 2007年10月20日「アブラサミットVol.2」（川崎CLUB CITT'A'TTIC）
- 2008年3月15日 - 3月30日「アブラーズ 2008ツアー“Swingin' & Shakin'” 」
  - 福岡[どこ?]、広島[どこ?]、大阪、名古屋[どこ?]、東京で行われた。
- 2008年3月18日 「3人だけのミニサミット 」（京都メトロ大学）
- 2008年3月21日、3月28日、4月5日 「アブラサミット 08!」
  - 大阪、川崎[どこ?]、札幌で行われた。
- 2008年7月13日 「あぶらまつり 2008」
  - 新木場STUDIO COASTで行われた。
- 2011年8月12日、RISING SUN ROCK FESTIVAL 2011 in EZO
  - Green Oasisステージ
- 2018年10月24日、「Roots Of Groove」
  - 大阪・なんばHatchで開催[4][5]。藤井フミヤが「ミッシェル藤井」としてゲスト出演[4][5]。チェッカーズ時代の楽曲を披露した[4][5]。